# Aeroporto Internacional de Brisbane
O Aeroporto Internacional de Brisbane (em Inglês: Brisbane International Airport) é o único aeroporto para passageiros servindo a cidade de Brisbane e é o segundo mais movimentado aeroporto da Austrália. Localiza-se a oito milhas, ou treze quilómetros da zona central da cidade. Este aeroporto serve também como um hub para a Virgin Blue, como um hub secundário para Qantas e também é a filial da companhia aérea Jetstar. Este aeroporto tornou-se recentemente o centro de operações da nova companhia aérea australiana, V Austrália. Faz parte da rota Brisbane-Sydney, que é a décima primeira rota mais utilizada no mundo e a sétima na região da Ásia-Pacífico.
Este aeroporto tem um terminal doméstico, uma internacional e um para carga e duas pistas. O acesso ao Aeroporto de Brisbane desde o centro da cidade é através da auto-estrada M1 Gateway ou pelo serviço de Airtrain, que está interligada ao sistema de comboio urbano de Brisbane.

## Títulos
O terminal recebeu o Prêmio Águia (Eagle Award) pela IATA em 2005, é apenas o segundo aeroporto australiano a receber esta distinção.  Em Julho de 2007, o Aeroporto Brisbane foi nomeado como o melhor aeroporto região da Oceânia pela Skytrax World Airport Awards.